# 유상철
유상철(柳想鐵, 1971년 10월 18일~2021년 6월 7일)은 대한민국의 은퇴한 축구 선수, 지도자이다. 현역 시절 포지션은 중앙 미드필더이다. 한국 축구 역사상 가장 뛰어난 올라운더형 선수로 평가받으며, K리그와 J리그에서 선수 생활을 보냈다. 2002년 FIFA 월드컵에 대한민국 국가대표로 참가하여 4강 진출에 기여했으며, 해당 월드컵 올스타로 선정되었다. 2013년에는 K리그 출범 30주년을 기념으로 선정된 "K리그 30주년 레전드 베스트 XI"에 이름을 올렸다.
은퇴 후에는 춘천기계공업고등학교 축구부를 시작으로 지도자 생활을 시작했으며, 대전 시티즌, 울산대학교 축구부, 전남 드래곤즈, 인천 유나이티드 FC의 감독을 맡았다. 인천 감독 활동 중인 2019년에 췌장암 판정을 받으며, 축구인 활동에서 물러났다. 이후 투병 생활을 이어가다 2021년에 49세의 나이로 사망했다.

## 생애
서울특별시 은평구 응암동 출생으로 응암초등학교, 경신중학교, 경신고등학교, 건국대학교 및 동 대학원을 졸업하였다. 평소에 말이 적고 내성적인 성격과 성씨가 '유'씨인 것에 착안해서 '유비'라는 별명이 붙었다. 또는, 유독 한일전에서 좋은 기량을 발휘해 '한일전의 사나이'로 불리기도 했다.
추가로 K 리그에서는 울산 현대에서 두번의 K 리그 우승과 포지션별로 모두 3번의 베스트 11에 선정되면서 김현석과 이천수 못지 않은 울산 현대의 레전드로 불리기도 했다. 울산 현대에서의 별명이 멀티 플레이어였으며 이 별명은 대한민국 축구대표팀에서 이어지게 된다.
1990년대 전반에 걸쳐 대한민국에 큰 영향을 준 선수 중 하나다. 최전방 공격수부터 최후방 수비수까지 모두 뛸 수 있는 유틸리티 플레이어였다. 왼쪽 눈이 거의 실명 상태임에도 불구하고 노력과 훈련을 통해 극복해 냈고, 1998년 FIFA 월드컵 벨기에전에서 투혼의 헤딩 동점골과 2002년 FIFA 월드컵 폴란드전에서 기록한 2번째 강력한 오른발 슈팅골을 통해 대한민국 축구 대표팀의 월드컵 첫 승과 4강 달성에 일조했다.
이후 유럽진출이 나왔으나 이루지 못했고 2006년에 울산 현대에서 은퇴를 했다.
2009년 춘천기계공업고등학교의 감독직을 맡으면서 첫 지도자 생활을 시작하였고, 2011년 7월 왕선재의 후임으로 대전 시티즌의 감독으로 부임하면서 첫 프로 감독직을 수행하게 되었으나 2012년 시즌 후 재계약에 실패한 후 팀을 떠났다. 2014년 초 울산대학교 축구부 감독으로 임명된 후 2014년과 2015년 1, 2학년 대학 축구대회에서 2년 연속 팀을 준우승으로 이끌었다. 또한 2015년 전국체육대회 남자 축구 대학부에서도 준우승을 기록했으며 2017년 48회 추계대학축구연맹전에서도 팀을 준우승으로 이끌었다.
2017년 12월 4일 전남 드래곤즈의 감독으로 정식 임명되면서 5년만에 K리그로 돌아왔으나, 성적 부진으로 2018년 8월 16일에 사퇴했다.
2019년 5월에는 인천 유나이티드의 감독으로 부임하였으나, 2019년 말 췌장암 4기 판정을 받고 시즌 후 사임하였고, 13차 가까이 되는 항암 치료를 받고 상태가 호전되어 인천 유나이티드의 감독으로 복귀 의사를 밝혔으나 주위 사람들의 만류로 인해 무산되었고, 이후 예능과 다큐멘터리에 꾸준히 출연하면서 축구 팬들과 소통을 이어갔다.

## 학력
- 서울응암초등학교 졸업
- 경신중학교 졸업
- 경신고등학교 졸업
- 건국대학교 중어중문학과 졸업
- 건국대학교 대학원 체육학 석사

## 클럽 경력
1994년에 건국대학교를 졸업하고 울산 현대의 지명을 받아 입단했다. 주로 미드필더 포지션에서 활약하였으나, 1998년 FIFA 월드컵을 마치고 울산에 복귀한 후 부진한 공격진에 고심하던 고재욱 감독에 의해 최전방 스트라이커로 기용되어 그 해 K리그 득점왕에 올랐다.
1999년 J리그의 요코하마 F. 마리노스로 옮겨 2000년 J리그 준우승에 이바지한 뒤, 2001년 가시와 레이솔로 이적하여 활약하였다.
2002년 10월 시즌 종료까지 8경기를 남기고 있던 친정 팀 울산 현대로 복귀하였다. 팀의 우승을 위해 남은 8경기에서 경기마다 1골을 넣어 전승을 기록하겠다는 말을 남긴 유상철은 이 8경기에서 9골을 기록하는 엄청난 활약을 보였다. 특히 부산 아이콘스와의 K리그 2002 최종전에서는 혼자 4골을 넣으며 팀의 4-2 승리를 이끌기도 했다. 이 시즌 울산은 우승컵을 들지 못했지만, 유상철의 활약으로 준우승을 차지하였다.
2003년 6월 요코하마 F. 마리노스로 다시 이적해 2003년과 2004년 팀의 J리그 2연패에 이바지한 뒤, 2005년 울산 현대로 재복귀하여 그 해 K리그 우승에 이바지하였다.
하지만 고질적인 무릎 부상으로 2006년 3월 12일에 열린 상무와의 K리그 홈 개막전을 끝으로 본인이 선수 생활을 시작한 울산 현대에서 선수 생활을 마쳤다.

## 국가대표팀 경력
1994년 3월 5일에 열린 미국과의 친선 경기를 통해 A매치 데뷔전을 치렀으며, 1994년 FIFA 월드컵에는 참가하지 못했으나 1994년 아시안 게임을 기점으로 국가대표로 많이 나서기 시작했다. 월드컵에는 1998년 FIFA 월드컵, 2002년 FIFA 월드컵에 2차례 참가했다. 1994년 아시안 게임 8강전인 일본전에서는 후반전에 동점 골을 득점하며 A매치 데뷔 골을 신고했으며, 황선홍과 함께 축구 한일전 역전승을 합작했다. 첫 월드컵이었던 1998년 FIFA 월드컵에서는 네덜란드전의 대참패로 차범근 감독이 경질되어 분위기가 나쁜 상태에서 맞이한 파리 벨기에전에서 후반 26분에 하석주의 프리킥을 받아 동점 골을 넣으며 월드컵 데뷔골을 신고했다. 2002년 FIFA 월드컵 예선 1차전 폴란드전에서 중거리 슛으로 골을 넣는 등 뛰어난 활약을 펼치며 대한민국의 4강 진출에 이바지했다. 월드컵에서 통산 2골을 기록했다.
2005년 3월 30일, 우즈베키스탄과의 122번째 A매치 경기가 자신의 마지막 국가대표 경기가 되었다. 2006년 5월 26일, 보스니아 헤르체고비나와의 경기 하프타임에 은퇴식을 가져 공식적으로 은퇴하였다.
유상철은 대한민국의 축구 선수들 중 4번째로 센추리 클럽에 가입한 선수이다.

## 지도자 경력
2009년 춘천기계공업고등학교 축구부 초대 감독을 맡았다.
그리고 2011년 시즌 중반 왕선재 감독이 승부조작 사태에 대한 책임을 지고 사퇴한 후 대전 시티즌의 감독직에 취임하였고, 승부조작 사태로 어수선한 팀 분위기를 추슬러 리그 최하위를 면하는데 성공하였다. 총 2시즌 동안 대전에서 감독 생활을 하며 2012 시즌 1부 리그 잔류를 성공시켰지만, 재계약 제안을 받지 못하고 팀을 떠났다.
2014년 초 울산대학교 축구부 감독으로 취임했다.
2016년을 끝으로 윤정환 감독이 울산 현대와 결별을 확정 짓자 유력한 후임감독으로 거론되었다.
2017년 8월 최윤겸 감독이 강원 FC 감독직에서 물러나자 유력한 후임 감독으로 거론되었지만 성사되지는 않았다.
2018년 전남 드래곤즈의 감독으로 부임하였지만 부진하면서 팀의 순위가 강등권까지 떨어지자 8월 16일 결국 구단에 사임 의사를 밝혀 감독직에서 내려왔고, 이후 전남은 강등되었다.
이후 대한축구협회의 국가대표전력강화위원회 위원으로 선임되어 잠시 행정가로 일하다가 2019년 5월 14일 인천 유나이티드의 감독으로 부임하였다. 시즌 중 췌장암 4기가 발견되었지만 그래도 시즌 끝까지 팀을 이끌어 잔류를 이끌었고, 치료에 전념하기 위해 2020년 1월 2일 사임하였다. 이후 인천 구단측에는 구단의 명예감독으로 유상철을 임명했다.

## 사망
2021년 1월 췌장에 남아있던 암세포가 뇌로 전이되어 뇌압이 높아졌고, 이후 유상철은 이마저도 이겨내서 돌아오겠다면서 말한 뒤 치료를 받고 안정을 되찾았다가, 2021년 5월 말 상태가 급격하게 나빠졌다. 중환자실에서 집중 케어를 받았지만 2021년 6월 7일 오후 7시 20분, 췌장암 투병 끝에 서울아산병원에서 향년 49세로 사망하였다. 세상을 떠났던 서울아산병원 장례식장에서 장례가 치러졌고, 유해는 이튿날인 6월 9일에 충청북도 충주시의 진달래메모리얼파크에 안장됐다.

## 플레이 스타일
K리그 베스트 11에 수비수(1994년), 미드필더(1998년), 공격수(2002년) 부분에 모두 선정된 경험이 있고, 1998년 K리그 득점왕을 차지하기도 했을 정도로 최전방 공격수, 공격형 미드필더, 수비형 미드필더, 윙백, 중앙 수비수 등 대부분의 포지션을 수행할 수 있는 능력을 갖춘 다재다능한 '만능 멀티 플레이어'로 널리 알려져 있다. 화려하지는 않지만 수비수의 근성과 미드필더의 재간, 스트라이커로서의 결정력을 동시에 갖추었고, 대인마크 능력을 키웠다.
중거리 슛이 뛰어나며, 탄탄한 체격을 바탕으로 좀처럼 큰 부상을 당하지 않았던 점 또한 유상철의 강점 중 하나였다.

## 그 외
2003년에 자신의 이름을 딴 장학재단을 설립하였으며, 2005년에는 한국프로축구연맹이 진행하는 '2005 K-리그 유소년클럽캠프'에 참가하기도 하였다.
은퇴 후 2006년에는 축구 해설자로 데뷔하여 활동하기도 하였고, 해피 선데이의 날아라 슛돌이 코너에서 감독(3기부터 5기까지)을 맡기도 했으며, 2008년 MBC 일일연속극 사랑해, 울지마를 통해 연기자로 데뷔하였다. 탤런트 김혜정의 조카이기도 하다.

## 에피소드
- 유상철은 왼쪽 눈이 거의 실명된 상태임에도 불구하고, 그 당시 히딩크 감독이나 동료 선수들 심지어 가족들에게도 눈에 이상이 있다는 것을 숨긴 채 지내다가 어머니가 그 사실을 알고 나서 `자신의 한쪽 눈을 주겠다`는 어머니의 말씀에 힘입어 남들보다 배로 더 힘들게 훈련에 임했으며, 그 후 2002년 FIFA 월드컵 당시에 소중한 1골을 터뜨려 국민들의 꿈을 일으켜 주었다. 이 이야기는 2010년 6월 8일 예능 프로그램 강심장에서 처음 밝혀 시청자들의 눈길을 끌었다.[22]

- 2019년 11월에 췌장암 4기 진단을 받고 투병 생활을 시작했다. 그는 진단을 받은 후 축구 팬들에게 쓰는 편지에서 "긍정의 힘으로 병마와 싸워 반드시 이겨내겠다"고 밝혔다.[23] 요코하마 F. 마리노스 팬들은 팀의 주역 중 하나였던 유상철의 투병 소식이 전해지자, 쾌유를 빈다고 전했다.

- 2021년 3월 유상철의 위독 소식이 전해지자, 유상철은 스스로 위독하지 않았다고 해명했다.[24] 그러나 이 일이 있고 나서 3개월 후 그는 갑작스럽게 병세가 악화되어 타계하였다.

## 경력 목록

### 클럽 경력
- 1994년 ~ 1998년  울산 HD FC
- 1999년 ~ 2000년  요코하마 F. 마리노스
- 2001년 ~ 2002년  가시와 레이솔
- 2002년 ~ 2003년  울산 HD FC
- 2003년 ~ 2004년  요코하마 F. 마리노스
- 2005년 ~ 2006년  울산 HD FC

### 국가대표팀 경력
- 1994년 아시안게임 대표
- 1996년 AFC 아시안컵 대표
- 1998년 FIFA 월드컵 대표
- 2000년 AFC 아시안컵 대표
- 2001년 FIFA 컨페더레이션스컵 대표
- 2002년 FIFA 월드컵 대표
- 2004년 하계 올림픽 대표 (와일드카드)

### 지도자 경력
- 2007년 ~ 2009년  KBS N 스포츠 날아라 슛돌이 3기 ~ 5기 감독
- 2009년 ~ 2011년  춘천기계공업고등학교 축구부 감독
- 2011년 ~ 2012년  대전 시티즌 감독
- 2014년 ~ 2017년  울산대학교 축구부 감독
- 2018년  전남 드래곤즈 감독
- 2019년  인천 유나이티드 감독

## 수상 내역

### 수훈
- 체육훈장 맹호장(2002년 7월 2일)
- 체육훈장 기린장(1994년 4월 21일)

### 개인
- 1994년 K리그 베스트 11 선정
- 1998년 K리그 득점왕 수상
- 1998년 K리그 베스트 11 선정
- 1998년 FIFA 세계 올스타 선정
- 2002년 FIFA 월드컵 맨 오브 더 매치 : vs. 폴란드 (조별리그)
- 2002년 FIFA 월드컵 올스타 선정
- 2002년 자황컵 체육대상 남자 최우수상 수상
- 2002년 험멜코리아-스포츠투데이 선정 올해의 공격수 부문 선수상 수상
- 2002년 K리그 베스트 11 선정
- 2004년 제18회 올해의 프로축구 대상 프로스펙스 특별상 수상

### 클럽

#### 울산 현대 호랑이
- K리그 우승 2회 (1996년, 2005년)
- K리그 준우승 2회 (1998년, 2002년)
- FA컵 준우승 1회 (1998년)
- 아디다스 컵 우승 2회 (1995년, 1998년)
- 아디다스 컵 준우승 1회 (2002년)
- 삼성 하우젠 컵 준우승 1회 (2005년)
- 대한민국 슈퍼컵 우승 1회 (2006년)
- A3 챔피언스컵 우승 1회 (2006년)

#### 요코하마 F. 마리노스
- J리그 우승 2회 (2003년, 2004년)
- J리그 준우승 1회 (2000년)
- 일본 슈퍼컵 우승 1회 (2004년)
- A3 챔피언스컵 준우승 1회 (2005년)

### 국가대표팀
- 2000년 AFC 아시안컵 3위
- 2002년 FIFA 월드컵 4위

## 같이 보기
- A매치 100경기 이상 출전한 축구 선수 명단

## 참고 자료
- KFA 리포트 나의 선수시절 - 유상철' 한국 최고의 멀티 플레이어
- 리와人드 - 유상철 "바르셀로나 제의, 수락할 걸 그랬죠"
- 유상철“‘쟤 실패한 감독 아니야?’란 낙인이 두렵다”